# كأس الحيض

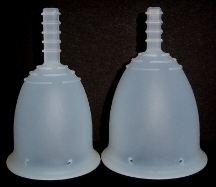
كأس حيض في مقاسين مختلفين.

كأس الحيض هو منتج صحي أنثوي يتم إدخاله في المهبل أثناء فترة الحيض. الغرض منه هو منع سائل الحيض (دم محتوي على بطانة الرحم) من التسرب إلى الملابس. تصنع كؤوس الحيض عادة من سيليكون طبي مرن وتشبه الجرس ولها جذع. يستخدم الجذع في التركيب والإخراج. الكأس الشبيه بالجرس يسد جدران المهبل أسفل عنق الرحم بقليل. يتم إخراج الكأس كل 4-12 ساعة (على حسب حجم تدفق الحيض)، إفراغه، وغسله وإعادة تركيبه.
على عكس السدادات القطنية والفوط، تجمع الكؤوس سائل الحيض عوضًا عن امتصاصه. يمكن إعادة استخدام الكأس الواحد حتى خمس سنوات أو أكثر. هذا يجعل تكلفتهم على المدى البعيد أقل من تكلفة السدادات القطنية والفوط الصالحة للاستعمال مرة واحدة، رغم أن التكلفة الأولية أكبر. كذلك يتم الترويج لكؤوس الحيض باعتبارها أكثر عملية وصديقة للبيئة من السدادات والفوط.

## الاستخدام

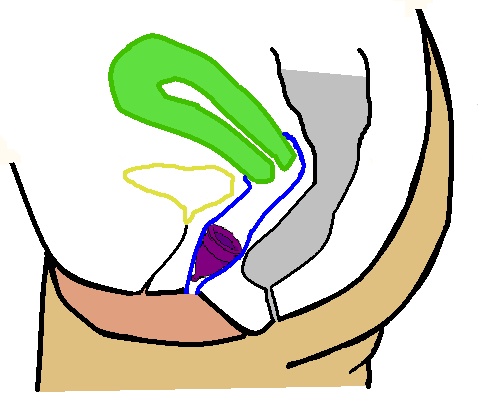
كأس حيض (بنفسجي) يغلق المهبل ويلتقط كل السائل الخارج من الرحم (أخضر).

يتم طي أو ضغط كأس الحيض أولًا، ثم يتم إدخاله إلى المهبل. وسيفتح تلقائيا ويقوم بغلق خفيف ضد جدران المهبل. في بعض الحالات، تحتاج المستخدمة للف الكأس أو قبض عضلات المهبل للتأكد من أن الكأس مفتوح بالكامل. في أغلب الأحوال، يتحرك الكأس لأعلى ويستقر مقابل عنق الرحم. وإذا تم تركيبه بشكل صحيح، فإن الكأس لن يقوم بأي تسريب أو يسبب أي انزعاج كما تفعل السدادات القطنية. أولئك المعتادون على تركيب السدادات غير المزودة بأنبوبة ينبغي أن يتعلموا تركيب الكأس بشكل أسرع، ولكن يظل هناك منحنى للتعلم. واحدة من أكثر الطيات شيوعًا هي على شكل الحرف C.
إذا كان التشحيم ضروريًا للتركيب، يجب أن يكون ذا أساس مائي، حيث أن بعض مواد التشحيم قد تتلف السيليكون.
بعد 4-24 ساعة من الاستعمال (بحسب كمية التدفق)، يتم إزالة الكأس بالوصول إلى الجذع لإيجاد قاعدة الكأس. شد الجذع ببساطة لا ينصح به، لأن ذلك قد يؤدي إلى حدوث شفط. يتم ضغط قاعدة الكأس لتحرير الغلق، ويتم إزالة الكأس. بعد التفريغ، يجب غسل الكأس أو مسحه وإعادة تركيبه. يمكن غسله بقليل من الصابون، وتعقيمه في ماء مغلي لدقائق معدودة في نهاية الدورة. بدلًا من ذلك، محاليل التعقيم (المصنوعة عادة لتعقيم معدات مضخة الثدي وبزازات الأطفال) يمكن استخدامها لنقع الكأس. تعليمات التنظيف المحددة تختلف بحسب نوع الكأس.
- عند استخدام كأس حيض، يتم تجميع سائل الحيض بعد تدفقه من خلال عنق الرحم ويتم الاحتفاظ به في شكل سائل. مع السدادات القطنية، يتم امتصاص السائل والاحتفاظ به في صورة شبه متجلطة أمام عنق الرحم. هذا يقلل من الروائح.
- تجمع كؤوس الحيض سائل الحيض داخل المهبل ولا تسمح بالتسريب عمومًا (إذا تم تفريغها بما يكفي وتركيبها بشكل مناسب). عانت بعض النساء من التسريب بسبب الاستخدام الخاطئ أو حجم الكأس. على سبيل المثال، يمكن لكأس الحيض أن يسرب إذا لم بتم تركيبه إدخاله بشكل صحيح أولم يفتح بشكل كامل ويسد جدران المهبل .
- إذا أرادت مستخدمة متابعة حجم حيضها (لأسباب طبية مثلا)، فإن كأس الحيض يسمح لها القيام بذلك بدقة. بل أن بعض الكؤوس تحتوي على علامات للقياس.

### دراسات القبول

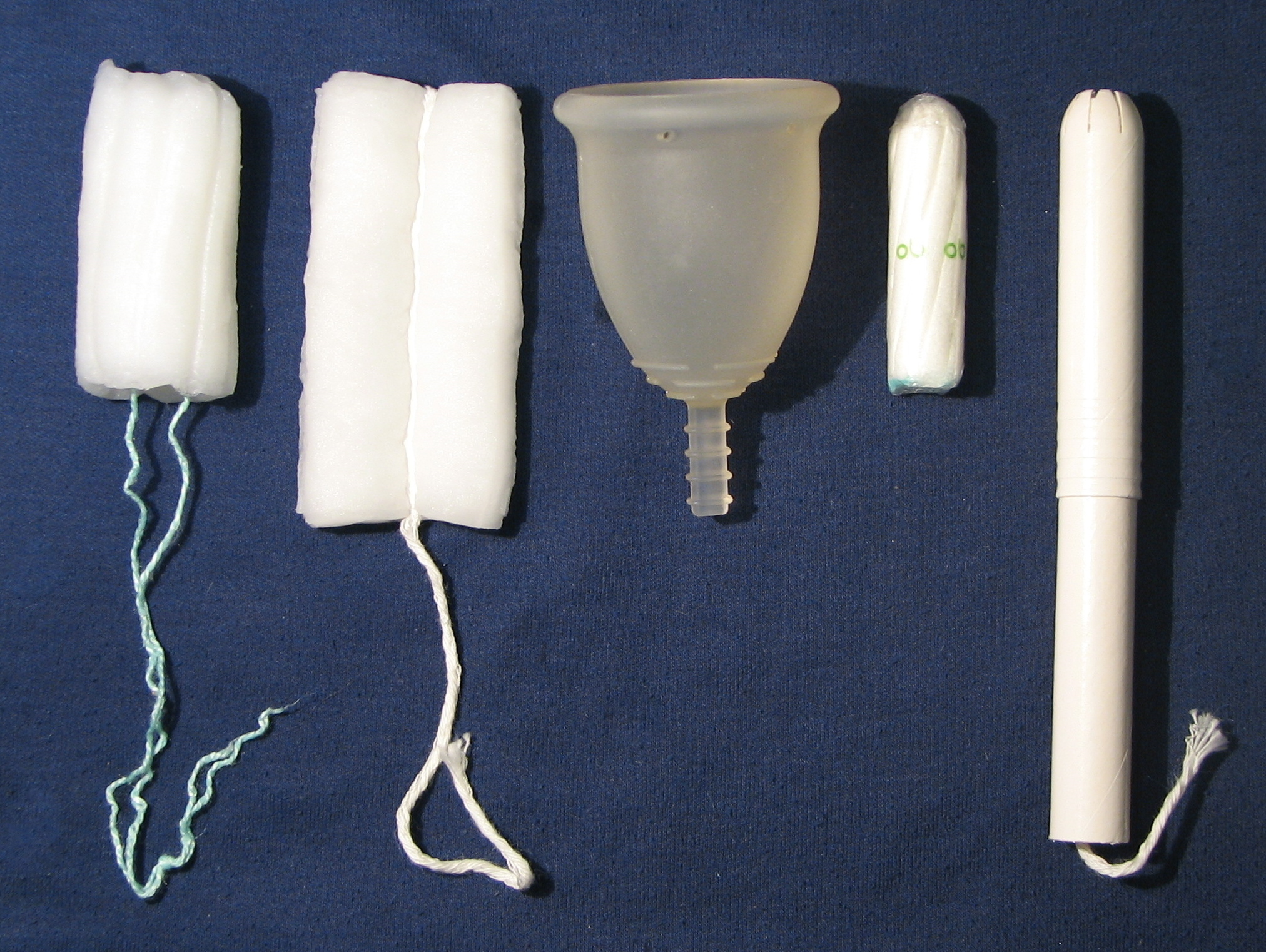
كأس حيض كبير (في المنتصف) يستطيع حفظ 3 أضعاف السائل الذي تحفظه سدادة كبيرة

حققت دراسة منضبطة عشوائية في 2011 إذا كانت كؤوس الحيض بدائل قابلة للتطبيق للسدادات القطنية أم لا ووجدت أن نحو 91% من النساء اللاتي يستخدمن كأس الحيض قلن أنهن سيواصلن استخدامه ويرشحونه لأخريات. في دراسة سريرية في عام 1995 شملت 51 امرأة، وجدت 23 من المشاركات (45%) كؤوس الحيض طريقة مقبولة للتعامل مع الحيض.
في دراسة جدوى منضبطة عشوائية في ريف غربي كينيا، تم إمداد الفتيات المراهقات في المدارس الثانوية بكؤوس الحيض أو فوط صحية على حساب عناصر عناية الحيض التقليدية، كالقماش أو المناديل. الفتيات اللاتي حصلن على كؤوس الحيض كان لديهن نسبة أقل من الأمراض المنقولة جنسيا مقارنة بمجموعة التحكم. كذلك كانت نسبة التهاب المهبل البكتيري أقل بين مستخدمي الكأس مقارنة بمستخدمي الفوط الصحية أو أولئك المستمرين في الوسائل التقليدية. بعد ستة أشهر الاستخدام، أصبحت مستخدمات كؤوس الحيض أحرارًا من التسريب والرائحة المحرجين، وتمكنّ من المشاركة في نشاطات الفصل والرياضة دون إهانة أو تعرض للمضايقة.

### الحصول على الماء والنظافة

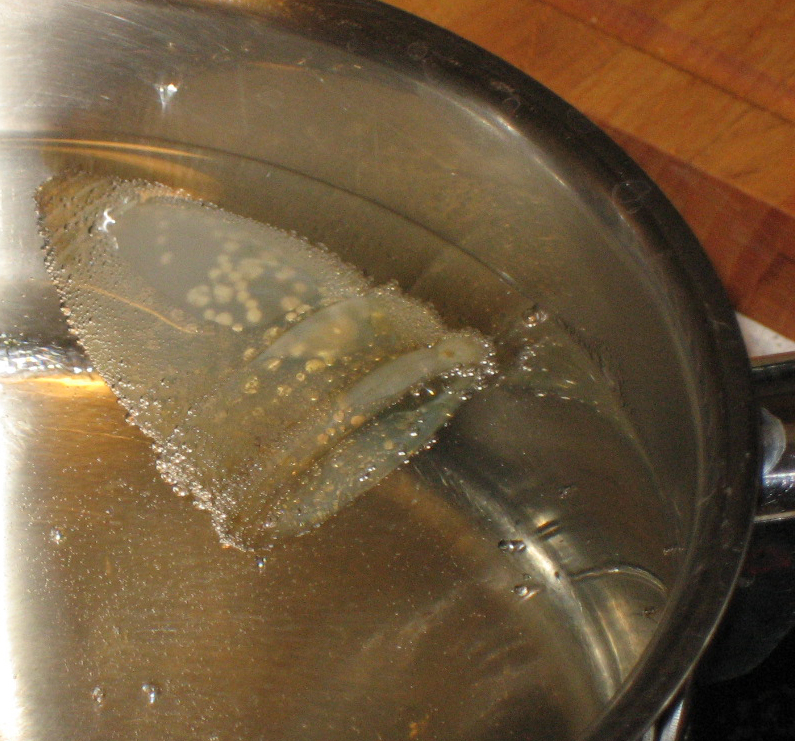
غلي كأس حيض

- من الممكن أن يعرض تنظيف كأس الحيض في دورة مياه عمومية لمشاكل لأن أحواض غسل اليدين عادةً، وليس دائمًا، تكون في مكان عام وليس في حجرة المرحاض. يقترح بعض المصنعين مسح الكأس بمنديل نظيف وتنظيف الكأس في أقرب فرصة في مكان خاص. يمكن كذلك للمستخدمة أن تحمل زجاجة مياه صغيرة في حقيبتها لغسل الكأس فوق المرحاض. خيار آخر هو استخدام المناديل المبللة. ونظرًا لأن كؤوس الحيض قد لا تحتاج للتفريغ إلا كل 6-24 ساعة، فإن كثير من المستخدمات لا يضررن لتفريغهم في الحمامات العامة وإنما في حمامات منازلهم.
- نقص المياه النظيفة والصابون لغسل اليدين، الضروري قبل إدخال الكأس، يمثل مشكلة للنساء في الدول النامية. يتطلب الإدخال غسل عميق للكأس والأيدي لتجنب تقديم بكتيريا جديدة إلى المهبل، مما قد يزيد من مخاطر التهابات مجرى البول والعدوى الأخرى.[9] لا تتطلب الفوط الصالحة للاستعمال مرة واحدة أو لإعادة الاستخدام لنفس المستوى من نظافة اليد، رغم أن الفوط الصالحة لإعادة الاستخدام تحتاج وصول للماء لغسل الفوط.
- نظرًا لحقيقة أن كؤوس الحيض تحتاج للغلي مرة كل شهر، قد يسبب هذا مشكلة في الدول النامية إذا كان هناك نقص في الماء، الحطب، وممارسات النظافة الجيدة.[10] مع ذلك، الخيارات الأخرى المستخدمة حاليا، مثل قطع القماش التي يتم غسلها، قد تكون أقل نظافة.
- إزالة كأس حيض قد تكون فوضوية. أحيانًا قد يتسرب دم الحيض أثناء إزالة الكأس، رغم أن كثير من النساء يقومون بنزع الجهاز أثناء جلوسهم على المرحاض لالتقاط تسرب كهذا.

عند استخدام مرحاض جاف محول لمسار البول، يمكن تفريغ دم الحيض في الجزء الذي يستقبل البراز. إذا سقط أي دم حيض في القمع المخصص للبول، يمكن غسله بالماء.

## الأمان
كؤوس الحيض آمنة حين تستخدم وفقًا للتوجيهات ولم يتم إيجاد أي أخطار صحية متعلقة بإستخدامهم.
لم يتم تقديم أي بحث طبي للتأكدة من كون كؤوس الحيض آمنة قبل تقديمها للسوق. قيم بحث مبكر في 1962 50 امرأة يستخدمون كأس يشبه الجرس. حصل الباحثون على عينات مهبلية، صبغات جرام، ومزارع قاعدية هوائية للإفرازات المهبلية. تم عمل فحص مهبلي بالمنظار، وقياس الأس الهيدروجيني. لم يتم تسجيل تغييرات ذات قيمة. كان هذا التقرير هو أول تقرير يحتوي على معلومات شاملة عن الأمان والقبول لكأس حيض واسع الاستخدام وعلى اختبارات سريرية وقبل سريرية وما يزيد عن 10 سنوات من المتابعة بعد التسويق.
تم تقرير حالة واحدة من الانتباذ البطاني الرحمي والعضال الغدي الرحمي في مستخدمة واحدة لكأس الحيض. بالإضافة إلى ذلك، أشارت دراسة استقصائية بعينة صغيرة الحجم رابطًا محتملاً. مع ذلك، رفضت إدارة الغذاء والدواء الأمريكية نزع كؤوس الحيض من السوق، قائلة أنه لا يوجد دليل كافي على الخطر.
قاست دراسة منضبطة عشوائية في 2011 نسبة العدوى الرحمية المهبلية بالمقارنة بين استخدام كأس الحيض والسدادة القطنية، ولم تجد فارق..
لم يتم كشف اختلافات في نمو البكتيريا المكورة العنقودية الذهبية، أو الأضرار الصحية بين فتيات المدارس اللاتي تم تزويدهن بكؤوس حيض مقارنة بأولئك مستخدمي الفوط الصحية أو الممارسات التقليدية في ريف غربي كينيا.

### متلازمة الصدمة التسممية
متلازمة الصدمة التسممية هي عدوى بكتيرية قد تكون مميتة. اكتشف العلماء ترابطًا بين تلك المتلازمة واستخدام السدادة القطنية، رغم أن الرابط الدقيق لا يزال غير واضح. متلازمة الصدمة التسممية المسببة باستخدام كأس الحيض تبدو نادرة جدا لدرجة أنها عمليا غير متواجدة. السبب المحتمل لذلك هو أن كؤوس الحيض غير ممتصة، ولا تثير الغشاء المخاطي للمهبل، وبالتالي لا تغير النبيت المهبلي بكمية قابلة للقياس. على العكس، جفاف وتآكل المهبل من الممكن أن يحدث إذا كانت السدادة المستخدمة أكثر امتصاصًا من اللازم لسائل الحيض، وقامت بامتصاص السائل الطبيعي الذي يبطن جدار المهبل. أثبت بحث أن الكأس ليس له أثر على النبيت المهبلي، ما يعني أن ليس له تأثير على ظهور البكتيريا المكورة العنقودية الذهبية، البكتيريا التي قد تسبب متلازمة الصدمة التسممية. كذلك فإن خطر حدوث متلازمة الصدمة التسممية المصاحب لأغطية عنق الرحم المستخدمة لـ تحديد النسل منخفض جدا. الأغطية الواقية للرحم وكؤوس الحيض كلاهما يستخدم غالبا السليكون الطبي أو اللاتكس (لثى).
تم تقرير حالة واحدة من متلازمة الصدمة التسممية مع استخدام كأس حيض من نوع ديفاكاب. كانت الحالة لامرأة لديها تاريخ مرضي من التهاب الغدة الدرقية لهاشيموتو وغزارة طمث مزمنة. كان هذا التقرير هو الأول والوحيد الذي يفصل الرابط بين كأس الحيض ومتلازمة الصدمة التسممية الحيضية، جاعلًا إياها نادرة جدًا.

## الأنواع
كؤوس الحيض تشبه الجرس. تستخدم أغلب الأنواع السيليكون الطبي كمادة خام لكأس الحيض، رغم وجود اللاتكس كخيار. كؤوس الحيض المصنوعة من السيليكون تصمم عمومًا لتدوم من 1-5 سنوات.
تبيع أغلب العلامات التجارية في السوق كؤوس قابلة لإعادة الاستخدام، عوضا عن كؤوس تستخدم مرة واحدة، ولذلك فهي محل تركيز تلك المقالة.

### الأحجام والإختيار
تبيع أغلب العلامات التجارية مقاسًا أصغر وأكبر. المقاس الأصغر ينصح به للنساء تحت 30 عاما اللاتي لم يقمن بالولادة المهبلية. المقاس الأكبر ينصح به للنساء فوق 30 عاما، اللاتي قمن بولادة مهبلية، أو لديهم تدفق حيض كثيف. كؤوس مع مقاسات أكثر صغرًا ينصح بها للمراهقات، بالإضاة للنساء والفتيات الأكثر لياقة بدنية، لأن أولئك الذين يمكلون عضلات قاع حوض قوية قد يجدون الكأس الأكبر غير مريح. يجب أيضا أخذ الطول في الاعتبار: إذا كان عنق رحم الأنثى منخفض بشكل بارز، لربما ترغب في استعمال كأس أقصر. على سبيل المثال، ميلونا شورتي، وفيممي سايكل لو سيرفيكس، أو ليلي كاب كومباكت (أنواع تجارية من الكؤوس). السعة مهمة للنساء أصحاب التدفق الأكثر كثافة. كأس الحيط المتوسط يحتفظ بحوالي 20 مل. بعض الكؤوس مصممة لتكون أكبر وتحتفظ بـ37-42 مل. مع ذلك، كل الكؤوس المتوفرة حاليا لديها سعة أكبر من السدادات العادية، والتي تبلغ 10-12 مل.
الاعتبار الأخير في اختيار كأس الحيض هو المتانة أو المرونة. تعرض بعض الشركات نطاق من درجات المتانة في كؤوسهم. كأس أكثر متانة يفتح بسهولة أكبر بعد الإدخال وقد يقوم بإغلاق أكثر إحكامًا لجدار المهبل (مانعا التسرب)، لكن نساء كثر يجدون الكؤوس الأنعم أكثر راحة.

### اللون
السيليكون الذي تصنع منه أغلب أنواع الكؤوس عديم اللون وشفاف بطبيعته. تعرض العديد من العلامات التجارية كؤوسًا ملونة بالإضافة إلى، أو بدلا من غير الملون. تفقد الكؤوس الشفافة مظهرها البدائي أسرع من تلك الملونة - حيث تميل للإصفرار مع الاستخدام. قد يتغير لون الكأس الملون مع الوقت، رغم أن البقع تكون أقل وضوحا من غير الملون. في أغلب الأحيان يمكن إزالة أو على الأقل تخفيف البقع على أي كأس ملون عن طريق نقع الكأس في بيروكسيد هيدروجين مخفف و/أو تركه في الشمس لساعات معدودة.
أغلب الكؤوس المنتجة لا تحتوي على أي إضافات، ماعدا الكؤوس الملونة. التلوين المستخدم آمن وتمت الموافقة عليه من قبل إدارة الغذاء والدواء الأمريكية للاستعمال الطبي وتلوين الطعام.

### للاستعمال لمرة واحدة

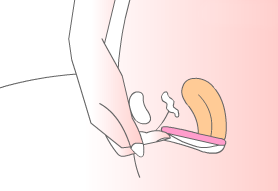
ادخال كأس يستخدم مرة واحدة.

الكأس الصالح للإستخدام مرة واحدة (يدعى كذلك قرص الحيض) يشبه القرص عادة، مثل العازل الأنثوي، وله حلقة خارجية مرنة، ومركز ناعم قابل للانطواء. هو مصمم للتخلص منه بعد الاستخدام. تميل هذه الأقراص لتكون مصنوعة من مزيج البوليمر الطبي. يتم تركيبها في قاع عنق الرحم في جيب المهبل، وتغطي العنق، مثل العازل الأنثوي. ونظرًا لموقعها، يمكن أن يتم ارتدائها أثناء الجماع، لكنها لا تمنع الحمل ولا تحمي من الأمراض المنقولة جنسيًا.
هذه الكؤوس مصممة لتناسب أغلب النساء، لكنها قد لا تناسب المراهقات لأن قطر الحافة قد يكون غير مريح. الكأس القابل للاستعمال مرة واحدة يتم ضغطه من المنتصف وإدخاله في القناة المهبلية. بمجرد دخوله، يستخدم إصبع لدفعه للخلف والأسفل نحو عنق الرحم. تبقى الحافة العليا للقرص خلف عظم العانة. إذا تم تركيبه بشكل صحيح، ينبغي ألا تشعر به المرأة وألا يُسرب.
بعد حوالي 12 ساعة من الاستخدام (بحسب حجم التدفق)، يجب نزع الكأس والتخلص منه. يتم ذلك بإدخال إصبع إلى المهبل، وتحسس أعلى الحافة، وربط الإصبع تحت الحافة والشد للخارج مباشرة. ينصح بالجلوس؛ لإبقاء القرص موازي للأرضية أثناء نزعه. نزع القرص بنظافة يحتاج إلى تدريب، ومن الممكن نزعه أثناء الجلوس على المرحاض لتجنب التسريب. أثناء قمة التدفق، تستخدم أغلب النساء كأسين في اليوم.

## التكلفة
منتجات الحيض القابلة لإعادة الاستخدام (بما في ذلك كؤوس الحيض، ولكن ليس كؤوس الحيض الصالحة للاستعمال مرة واحدة) أكثر توفيرا من المنتجات الصالحة مرة واحدة. سيتم توفير المال باستخدام كأس الحيض، مقارنة بالخيارات الأخرى مثل السدادات القطنية. تنفق المرأة في دولة متقدمة حوالي 60 دولار سنوايا على السدادات القطنية والفوط. إذا كانت المرأة تحيض لمدة 40 سنة، فستكون التكلفة الكلية للفوط والسدادات حوالي 2400 دولار. إذا كان كأس الحيض السيليكوني يدوم في المتوسط بين 1-5 سنوات، فستحتاج المرأة لثمانية كؤوس خلال 40 عام. إذا كانت تكلفة الكأس الواحد 30 دولار (تختلف التكلفة حسب الشركة المصنعة)، فإن التكلفة الكلية ستكون حوالي 240 دولار.
قد تكون التكلفة الصريحة لكأس الحيض غالية للنساء القادمات من أسر منخفضة الدخل، بالأخص في الدول النامية. فقد يبدو شراء الفوط أو استعمال القماش شهريًا أوفر من شراء كأس حيض، رغم أن التكلفة الكلية أعلى.

## التاريخ
تم تسجيل اختراع نسخة مبكرة من كأس الحيض الشبيه بالجرس في 1932، بواسطة مجموعة دايات مكغليسون وبيركينز. سجلت ليونا تشالمرز براءة اختراع أول كأس تجاري مستخدم في 1937. تم تسجيل اختراع كؤوس حيض لاحقة في 1935، و1937، و1950. تم تقديم العلامة التجارية The Tassaway في الستينيات، ولكنها لم تحقق نجاحا تجاريا. كانت كؤوس الحيض المبكرة مصنوعة من المطاط.
في 1987، كأس حيض آخر مطاطي من اللاتيكس يسمى The Keeper تم تصنيعه في الولايات المتحدة. يعد هذا أول كأس حيض مقبول تجاريا ولا يزال متوفر حتى الآن. أول كأس مصنوع من السليكون كان ذلك المصنع في المملكة المتحدة MoonCup. تصنع أغلب كؤوس الحيض حاليا من السيليكون الطبي بسبب قدرته على التحمل وقلة فرصه في التسبب بالحساسية، رغم أن هناك بعض الأنواع تصنع من مطاط الثرموبلاستيك. تصبح كؤوس الحيض أكثر شعبية عبر العالم، بأنواع وأشكال وأحجام مختلفة في السوق. أغلب تلك الكؤوس قابلة لإعادة الاستخدام، مع وجود نوع واحد على الأقل من الكؤوس الصالحة للإستخدام مرة واحدة لا يزال يتم تصنيعه.
بينما تعرض الكثير من الشركات حول العالم هذا المنتج، إلا أنه لا يزال غير معروف بشكل مفاجئ. سبب ممكن لذلك هو أنه من الصعب للشركات أن تحقق ربحًا كبيرًا من ذلك المنتج لأن كأس حيض واحد قد يستمر مع الفتاة أو المرأة لخمس سنوات أو أكثر. هذا يحد من ميزانية التسويق للشركات، حتى أن معظم السيدات اللاتي يستخدمن كؤوس الحيض يعلمون عنه من خلال الإنترنت أو سمعوا عنه من خلال شخص ما. بدأت بعض المنظمات غير الحكومية والشركات في عرض كؤوس الحيض على الإناث في الدول النامية (مثل كينيا وجنوب أفريقيا) كوسيلة محتملة ذات تكلفة منخفضة، وصديقة للبيئة بدلا من قطع القماش الصحية، والفوط الصالحة للإستخدام الواحد الغالية أو «لا شئ» - وهو الواقع لكثير من الإناث في البلاد النامية.

## المجتمع والثقافة

### الدول النامية

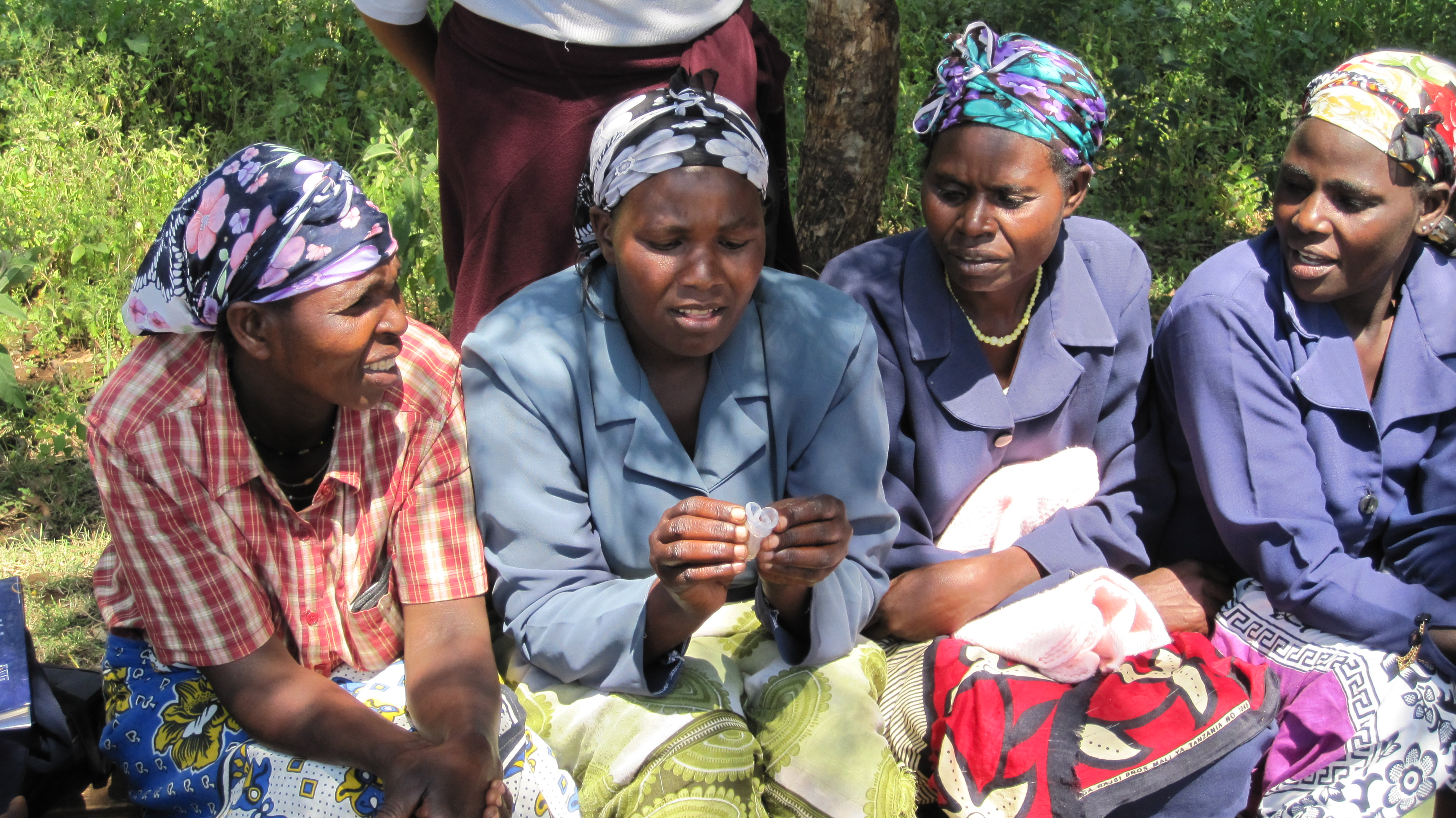
النساء في ميرو، كينيا يفحصون كأس حيض.

يمكن أن تكون كؤوس الحيض مفيدة كوسيلة لإدارة النظافة الشخصية في فترة الحيض للنساء في الدول النامية مثل كينيا، وأوغندا، والهند، حيث قد يكون الحصول على منتجات صحية بسعر مناسب محدودًا. نقص تلك المنتجات الصحية ذات السعر المناسب يعني استخدام بدائل غير كافية وغير نظيفة، ما يمثل خطر صحي خطير. تقدم كؤوس الحيض حل طويل الأمد مقارنة ببعض المنتجات الصحية الأنثوية الأخرى لأنها لا تحتاج للتبديل شهريًا.

### الجانب الثقافي
يمكن أن تكون المنتجات الصحية الأنثوية التي تحتاج للتركيب داخل المهبل غير مقبولة لأسباب ثقافية. حيث توجد خرافات بأنها قد تتداخل مع الأعضاء التناسلية الأنثوية وأنها قد تتسبب في فقدان العذرية. قد يتسبب استخدام كأس الحيض في تمدد أو تمزق غشاء البكارة. ونظرًا لأن بعض الثقافات تقدر الحفاظ عليه كدليل على العذرية، فقد يثبط ذلك الفتيات من استعمال الكؤوس.

### التأثير البيئي
نظرًا لكونها صالحة لإعادة الاستخدام، فإن كؤوس الحيض تساعد في تقليل المخلفات الصلبة. قد تستغرق بعض الحفاظات الصحية والأنابيب البلاستيكية للسدادات 25 سنة للتحلل في المحيط وقد تسبب تأثيرا بيئيًا كبيرًا.الخيارات الصحية القابلة للتحلل الحيوي متوفرة أيضًا، وهذه تتحلل في فترة قصيرة من الوقت، ولكن يجب استخدامها كسماد، وليس التخلص منها في مكب للنفايات.
كل سنة، ما يقدر بـ20 مليار فوطة وسدادة قطنية يتم التخلص منها في أمريكا الشمالية. ينتهي بهم الوضع عادة في مكبات النفايات أو يتم حرقهم، ما قد يكون له أثر هائل على البيئة. تصنع أغلب تلك الفوط والسدادات من القطن والبلاستيك. يستغرق البلاستيك نحو 50 سنة أو أكثر ليتحلل فيما يبدأ تحلل القطن بعد 90 يوم إذا تم استخدامه كسماد.
بالأخذ في الاعتبار أن كأس الحيض يعاد استخدامه، فإن استخدامه يقلل بشكل هائل كمية المخلفات الناتجة عن دورات الحيض، حيث لا توجد مخلفات يومية وتقل كمية المخلفات المعبئة كذلك. بعد نهاية عمرهم الافتراضي، تدفن كؤوس السليكون في مكبات النفايات أو يتم حرقها.
يمكن تفريغ كؤوس الحيض في ثقوب صغيرة في التربة أو في السماد الطبيعي، حيث أن سائل الحيض بمثابة سماد قيِّم للنباتات وأي ميكروب مسبب للأمراض المنقولة جنسيًا سيتم تدميره سريعا عن طريق ميكروبات التربة. يمكن التخلص من المياه المستخدمة في غسل الكؤوس بنفس الطريقة. يقلل ذلك من كمية مياه الصرف التي تحتاج للمعالجة.
تفتقر الدول النامية غالبًا إلى إدارة المخلفات الصلبة. وهنا، تمتلك كؤوس الحيض ميزة على حساب الفوط أو السدادات حيث أنها لا تساهم في مشكلة المخلفات الصلبة في المجتمع، ولا تولد مخلفات محرجة قد يراها الآخرون.